# Коаксиально-волноводный переход
Коаксиально-волноводный переход (КВП) — элемент волноводного тракта, предназначенный для перехода с волноводного тракта на коаксиальный или наоборот.
КВП представляет собой отрезок металлического волновода, один из концов которого замкнут, другой (волноводный выход) открыт. На открытом конце волновода располагается фланец для подключения к соответствующему фланцу другого волновода-продолжения. В одном из вариантов осуществления на расстоянии, равном приблизительно одной четверти рабочей длины волны в волноводе от замкнутого конца, на широкой стенке волновода располагается коаксиальный соединитель. Центральный проводник коаксиального соединителя заканчивается штырем, расположенным внутри волновода. Такой переход хорошо согласован в широкой полосе частот, сравнимой с полосой частот одномодового режима волновода.

## Некоторые виды КВП
- Поперечный КВП емкостного типа (с возбуждающим штырем)
- Поперечный КВП индуктивного типа (с возбуждающей петлей)
- Продольный КВП с плавным переходом
- КВП для металлических волноводов круглого сечения

## Параметры КВП
- Коэффициент стоячей волны (или коэффициент отражения; определяется при подключенной к свободному входу поглощающей нагрузке)
- Коэффициент передачи мощности из коаксиального тракта в волноводный
- Рабочий диапазон частот
- Максимально допустимая мощность или напряжение
- Присоединительные размеры коаксиального и волноводного входов

## Настройка КВП
Настройка КВП емкостного типа производится подбором длины штыря в волноводе и расстоянием от штыря до короткозамкнутой стенки. Вместо регулировки длины штыря может быть предусмотрена регулируемая по глубине диэлектрическая вставка (винт) в области штыря.